# Bundesstraße 446
Pour les articles homonymes, voir Route 446.
La Bundesstraße 446 est une Bundesstraße du Land de Basse-Saxe.

## Géographie
La Bundesstraße 446 commence à l'est de la ville de Hardegsen dans le prolongement de la B 241. Après environ 4 km, elle croise d'abord l'A 7 à la jonction de Nörten-Hardenberg et après un autre kilomètre la B 3. Elle traverse Nörten-Hardenberg et continue en direction sud-est jusqu'à Ebergötzen.
Au contournement d'Ebergötzen, la B 446 rejoint la B 27, avec laquelle elle parcourt environ 2 km en direction nord-est, avant de bifurquer à nouveau en direction sud-est. La B 446 contourne ensuite Seeburg, Seulingen,  Esplingerode et Westerode et se termine à Duderstadt au croisement avec la B 247.

## Source
- (de) Cet article est partiellement ou en totalité issu de l’article de Wikipédia en allemand intitulé « Bundesstraße 446 » (voir la liste des auteurs).

1. ↑  (de) « Die Bundes- und Reichsstraßen in Deutschland - Nr. ab 399 » [archive du 15 octobre 2008], sur home.arcor.de (consulté le 18 juillet 2025)